# Otto Glória
Otto Martins Glória est un entraîneur brésilien de football né le 9 janvier 1917 à Rio de Janeiro (Brésil) et mort le 2 septembre 1986.
Il est sans doute l'un des entraîneurs de football les plus titrés. Il dirige les joueurs du Benfica Lisbonne avec lesquels il remporte neuf titres nationaux. Avec la sélection du Nigeria, il remporte la Coupe d'Afrique des nations en 1980.

## Biographie
Lors de son premier séjour à Benfica, il s'attache à donner au club portugais des structures professionnelles. Otto Glória privilégie le recrutement des joueurs dans la périphérie de la capitale portugaise, ainsi que dans les provinces d'outre-mer d'Afrique. Le résultat est positif : de 1954 à 1959, Benfica remporte deux championnats et trois coupes. 
En février 1962, il prend la direction de l'Olympique de Marseille avec pour objectif de faire remonter le club de la cité phocéenne en première division. Durant les quatre mois passées avec le club, il ne perd qu'un seul match de championnat et atteint son objectif. 
Lors de son deuxième mandat avec Benfica, il remporte deux championnats et deux coupes. Il dirige également le club en 1968 et perd la finale de la Coupe d'Europe des champions à Londres contre Manchester United (1-4).

## Palmarès
- Troisième de la Coupe du monde 1966 avec le Portugal
- Vainqueur de la Coupe d'Afrique des nations 1980 avec le Nigeria
- Champion du Portugal en 1955, 1957, 1966, 1968 et 1969 avec le Benfica Lisbonne
- Vainqueur de la Coupe du Portugal en 1955, 1957, 1959, 1960, 1969 et 1970 avec le Benfica Lisbonne
- Finaliste de la Coupe d'Europe des clubs champions en 1968 avec le Benfica Lisbonne
- Meilleur entraineur de la Coupe d'Afrique des nations de football 1980 avec le Nigéria